# Longwood (St. Helena)

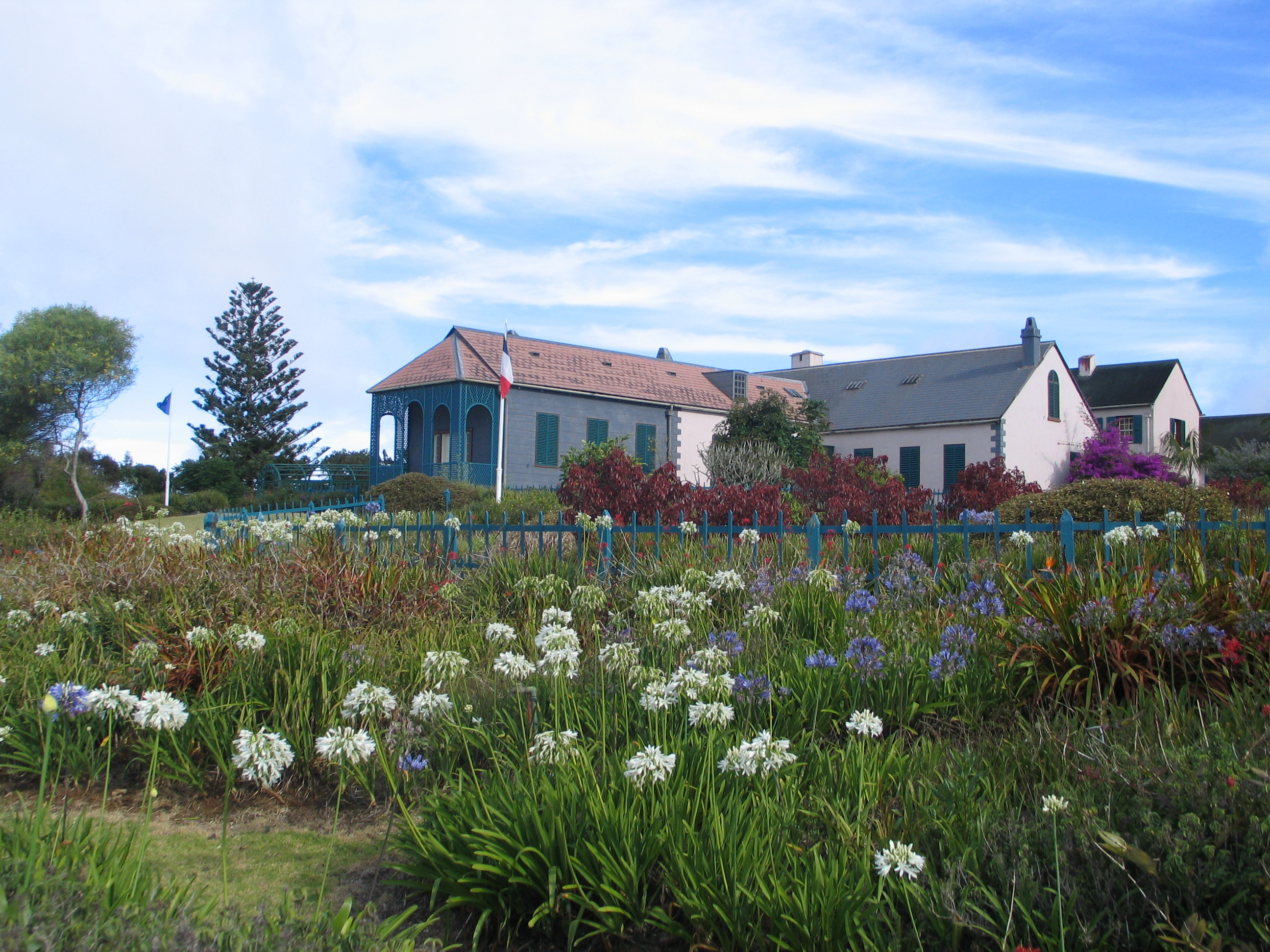
Longwood House (2008)

Longwood ist ein Distrikt und eine gleichnamige Ansiedlung auf St. Helena. Der Distrikt Longwood hat 765 Einwohner (Stand 2021) auf einer Fläche von 33,41 Quadratkilometern.
Longwood ist historisch als Exilwohnort von Napoleon bekannt. Er lebte vom 10. Dezember 1815 bis zu seinem Tode am 5. Mai 1821 im Longwood House. Seit Abtrennung des Distrikts Alarm Forest von Longwood befindet sich das Grab von Napoleon nicht mehr im Distrikt Longwood. Mit dem Millennium Forest liegt eines der wichtigsten Naturschutzgebiete St. Helenas in Longwood.

## Infrastruktur
Der Flughafen St. Helena befindet sich zum Großteil in Longwood. Der Distrikt verfügt auch über den einzigen Golfplatz der Insel.
Ein Windpark, der den größten Teil des auf der Insel durch erneuerbare Energien erzeugten elektrischen Stroms produziert, sowie die Wetterstation sind nahe der Ansiedlung Longwood zu finden.

## Sakralbauten

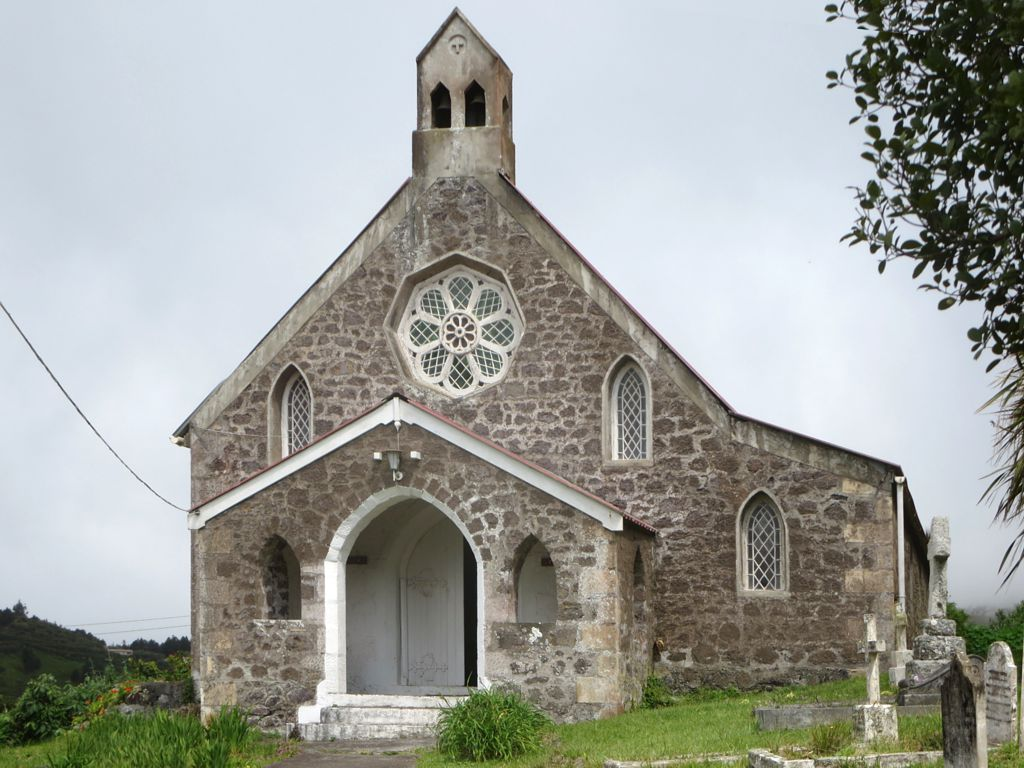
St. Matthew’s Church

Diözese St Helena der Anglican Church of Southern Africa
- St. Matthew
- St. Mark’s Church

Zeugen Jehovas
- Kingdom Hall